# Transport w Słupsku

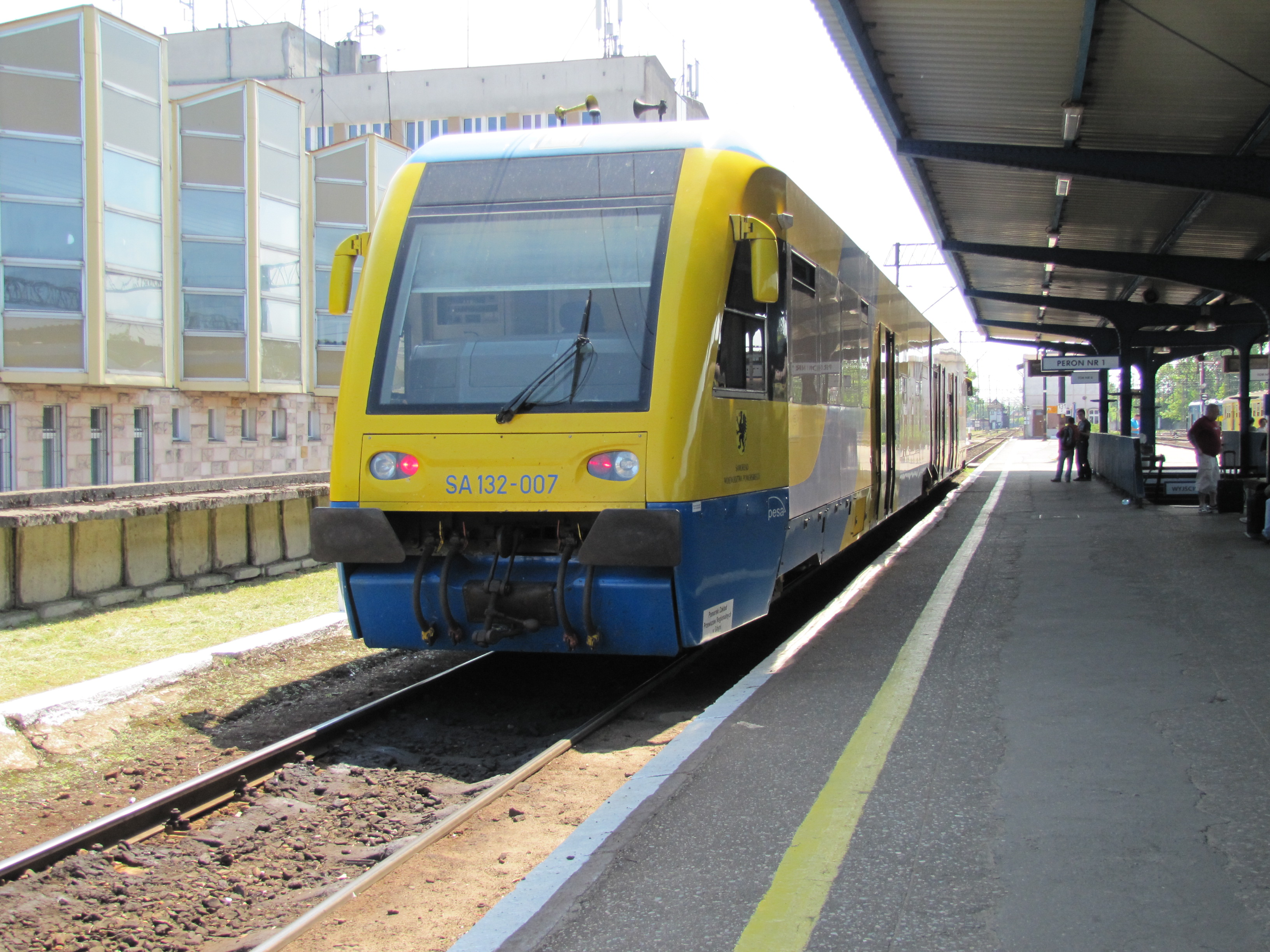
Stacja kolejowa Słupsk

## Układ uliczno-drogowy
Układ ulic i dróg w Słupsku, wg stanu na sierpień 2024 r., tworzyło 338 ulic o łącznej długości 172,017 km, w tym:
- 8,372 km dróg krajowych;
- 7,317 km dróg wojewódzkich;
- 13,263 km dróg powiatowych;
- 143,065 km dróg gminnych.

Przez teren miasta przebiegają dwie drogi o charakterze ponadregionalnym (S6 i droga krajowa nr 21 Miastko – Słupsk – Ustka), dwie drogi o charakterze regionalnym (drogi wojewódzkie nr 210 Unichowo – Słupsk i 213 Słupsk – Celbowo) oraz drogi o charakterze ponadlokalnym i lokalnym.
Podstawowy układ uliczny miasta tworzą ulice: Gdańska, Szczecińska, Portowa, Bohaterów Westerplatte, Poznańska, al. 3 Maja i Kaszubska.

## Transport kolejowy
Słupsk stanowi ważny węzeł kolejowy – zarówno dla przewozów pasażerskich, jak i towarowych.
Według stanu na dzień 31 stycznia 2018 r., słupski węzeł kolejowy tworzyły:
- linia kolejowa nr 202 – zelektryfikowana, pierwszorzędna, z Gdańska Głównego do Stargardu;
- linia kolejowa nr 405 – drugorzędna, jednotorowa, z Ustki do Piły, zelektryfikowana na odcinku Słupsk – Ustka.
- stacja kolejowa Słupsk[2].

W związku z rozbiórką dotychczasowego budynku dworca kolejowego Słupsk oraz budową nowego, od dnia 25 marca 2024 r. podróżni korzystają z tymczasowego dworca zlokalizowanego w biurowcu sąsiadującym z dotychczasowym dworcem. Położony jest on przy ul. Kołłątaja 32, w bliskim sąsiedztwie centrum miasta. W okolicach dworca kolejowego znajdują się przystanki komunikacji miejskiej "Dworzec kolejowy i autobusowy", z których korzysta większość linii organizowanych przez Zarząd Infrastruktury Miejskiej w Słupsku. Po drugiej stronie torowiska, za stacją kolejową, przy ul. Towarowej, w 2023 roku został otwarty słupski węzeł transportowy. Przejął on rolę dworca autobusowego i wraz z pobliskim dworcem PKP stanowi centrum komunikacyjne miasta. Posiada 11 stanowisk odjazdowych dla autobusów komunikacji regionalnej i krajowej, osobny peron dla wysiadających, 122 miejsc postojowych dla samochodów (w tym dla osób niepełnosprawnych i taksówek), pojemny parking rowerowy oraz poczekalnię wyposażoną w system informacji pasażerskiej. Nowy dworzec łączy się tunelem (obecnie zamkniętym, ze względu na przebudowę stacji Słupsk) ze stacją kolejową i budynkiem dworca PKP. Tym samym przestał funkcjonować dotychczasowy dworzec PKS Słupsk przy ul. Kołłątaja 15a.

## Publiczny transport zbiorowy
Miasto Słupsk podpisało porozumienia w sprawie organizacji publicznego transportu zbiorowego w formie komunikacji miejskiej z dwoma gminami: Kobylnica i Słupsk, należącymi do powiatu słupskiego.
Przewozy na obszarze Słupska oraz na terenie okolicznych gmin, z którymi miasto Słupsk podpisało porozumienia, organizuje Zarząd Infrastruktury Miejskiej w Słupsku, a realizuje Miejski Zakład Komunikacji Spółka z o.o. z siedzibą w Słupsku.
Zarząd Infrastruktury Miejskiej w Słupsku jest jednostką budżetową gminy Miasto Słupsk – pełniącą funkcję organizatora publicznego transportu zbiorowego na obszarze gminy Miasto Słupsk i gmin, które podpisały z nią porozumienia międzygminne w sprawie wspólnej realizacji zadań w tym zakresie.
Według stanu na dzień 31 grudnia 2018 r., sieć transportu publicznego organizowanego przez miasto Słupsk tworzyło 19 linii autobusowych, funkcjonujących na obszarze miasta Słupska oraz na obszarze gmin wiejskich: Kobylnica i Słupsk.
Według stanu na 31 grudnia 2018 r., długość tras autobusowych słupskiej komunikacji miejskiej wynosiła 95,7 km. Przeciętna prędkość eksploatacyjna w komunikacji autobusowej wynosiła 16 km/h, a przeciętna prędkość komunikacyjna – 24 km/h.
Drogowy transport publiczny w Słupsku oparty jest na sieci ulicznej miasta i dróg podmiejskich – z wydzielonymi zatokami przystankowymi na trasach o największych potokach pasażerskich. Na obszarze Słupska są zlokalizowane 203 przystanki autobusowe, spośród których 101 wyposażonych jest w wiaty. 32 przystanki były wyposażone w dynamiczną informację przystankową.
Według stanu na dzień 31 stycznia 2018 r., w ramach publicznego transportu zbiorowego organizowanego przez Zarząd Infrastruktury Miejskiej w Słupsku, poza okresem letnich wakacji szkolnych, wykonywano 1019 kursów w dni powszednie, 583 kursy w soboty i 451 kursów w niedziele (w soboty i niedziele wykonywano odpowiednio 57 i 44% liczby kursów oferowanych w dniach powszednich poza wakacjami).
W dniach powszednich na liniach komunikacji miejskiej w Słupsku i w miejscowościach ościennych, realizowano 10 510,8 wozokilometrów. W sobotę realizowano łącznie 6044,6 wozokilometrów. W niedzielę na liniach słupskiej komunikacji miejskiej realizowano 4774,6 wozokilometrów.
Cechą charakterystyczną słupskiej komunikacji miejskiej jest wytrasowanie większości linii przez obszar ścisłego Śródmieścia oraz w rejonie dworców kolejowego i autobusowego. Jedynie marginalna linia 10 omija tę część miasta, ma ona jednak charakter linii szkolnej – utworzonej dla potrzeb gminy Kobylnica.
Najczęściej wykorzystywaną parą przystanków w Śródmieściu jest „Sienkiewicza”, z której korzysta 16 linii. Z przystanków „Dworzec Kolejowy i Autobusowy” korzysta natomiast 14 linii.
W 2018 r. roczny przychód ze sprzedaży biletów wyniósł 10 118 tys. zł, z czego 43,7% stanowiły przychody ze sprzedaży biletów jednorazowych ulgowych, 21,5% stanowiły przychody ze sprzedaży biletów okresowych normalnych, 18,6% stanowiły przychody ze sprzedaży biletów okresowych ulgowych oraz 16,2% stanowiły przychody ze sprzedaży biletów jednorazowych normalnych.
Udział procentowy liczby sprzedanych biletów ulgowych w całkowitej liczbie sprzedanych biletów w 2018 r. wyniósł 83,5%. Bilety normalne stanowiły 16,5% całkowitej liczby biletów sprzedanych w 2018 r.

## Transport rowerowy
W Słupsku rozbudowywany jest układ dróg rowerowych i podsystemu rowerowego, z niezbędnymi urządzeniami towarzyszącymi. Wynika to głównie z dużego zagęszczenia zabudowy stosunkowo niewielkich odległości w obrębie miasta. Według stanu na rok 2023, rowerzyści mogą korzystać z 56,7 kilometrów ścieżek rowerowych. Dodatkowo, oprócz infrastruktury rowerowej, cykliści mogą korzystać z licznych dróg o ruchu uspokojonym - stref zamieszkania, w których obowiązuje limit prędkości 20 km/h oraz z stref o ograniczeniu maksymalnej prędkości do 30 km/h. Ponadto na wielu ulicach jednokierunkowych o ruchu uspokojonym, dopuszczono ruch rowerowy "pod prąd".
W mieście znajduje się siedem samoobsługowych stacji naprawy rowerów przy: ul. Mikołajskiej, wejściu do Parku Kultury i Wypoczynku od strony ul. Zamkowej, skrzyżowaniu ulic Szczecińskiej-Sobieskiego-Piłsudskiego, Centrum Handlowym Jantar, ul. Szpilewskiego w Parku Zachodnim, al. 3 Maja na trasie Link R10 nieopodal ringu oraz pod wiatą rowerową przy dworcu kolejowym.
W Słupsku funkcjonuje bezpłatna wypożyczalnia rowerów cargo, która działa od 2 kwietnia do 30 października. Oferuje elektryczne rowery towarowe marki Stork SHORT oraz Stork SHORT Pro, które są idealnym rozwiązaniem do przewozu dzieci i towarów w mieście. Rowery te, dzięki zastosowaniu nowoczesnych technologii, takich jak regeneracyjne hamowanie i ciche silniki bezprzekładniowe, zapewniają wygodę oraz efektywność podróży. Wypożyczalnia powstała w ramach projektu współfinansowanego przez Unię Europejską, mającego na celu ograniczenie użycia samochodów w przestrzeni publicznej i promowanie zdrowych, ekologicznych środków transportu. W celu wypożyczenia rowerów można kontaktować się z wypożyczalnią w dni robocze lub skorzystać z systemu rezerwacji online
W latach 2020-2024 w Słupsku funkcjonowała usługa roweru miejskiego. Mieszkańcy do dyspozycji mieli sto rowerów, które były dostępne na dwudziestu stacjach w różnych lokalizacjach Słupska.